# Saltinho
Saltinho là một đô thị thuộc bang Santa Catarina, Brasil. Đô thị này có diện tích 156,528 km², dân số năm 2007 là 4072 người, mật độ 19,9 người/km².